# 潘輝松
潘輝松（越南语：／；1878年—1940年），越南阮朝官员。

## 生平
潘輝松是河靜省德壽府干祿縣耕獲總收穫社（今屬河靜省祿河縣石洲社）人，嗣德三十一年（1878年）出生。成泰十八年（1906年），潘輝松以秀才身份參加乂安場鄉試，考中舉人。補東山縣訓導。維新七年（1913年），潘輝松參加會試，考中會元；庭試考中三甲同進士出身。曾任奠磐、廣澤知府、刑部郎中和清化布政使。保大六年（1931年），潘輝松致事。
保大十五年（1940年），潘輝松去世。

## 子女
- 子潘輝括，曾任越南國首相和越南共和國總理
- 子潘輝黎，越南著名歷史學家。